# Jean Behra
Jean Marie Behra, francoski dirkač Formule 1, * 16. februar 1921, Nica, Francija, † 1. avgust 1959, Berlin, Nemčija.
Jean Behra je pokojni francoski dirkač Formule 1. Debitiral je v sezoni 1952 in že na svoji prvi dirki za Veliko nagrado Švice osvojil tretje mesto, kasneje v sezoni je osvojil še peto mesto. Po sezonah 1953 in 1954 brez točk, je v sezoni 1955 osvojil tretje mesto na Veliki nagradi Monaka. V sezoni 1956 pa je kar na petih dirkah, od sedmih na katerih je nastopil, osvojil stopničke, drugo mesto na Veliki nagradi Argentine in tretja mesta na Velikih nagradah Monaka, Francije, Velike Britanije in Nemčije, slednje tri zapored. V sezoni 1957 je dosegel drugo mesto na Veliki nagradi Argentine, v sezoni 1958 pa tretje mesto na Veliki nagradi Nizozemske. Pred dirko za Veliko nagrado Nemčije v sezoni 1959 se je na dirki športnih dirkalnikov na nemškem dirkališču AVUS smrtno ponesrečil.

## Popolni rezultati Formule 1
(legenda) (odebeljene dirke pomenijo najboljši štartni položaj, poševne pa najhitrejši krog, †-uvrščen kljub odstopu)
| Leto | Moštvo                    | Šasija            | Motor               | 1       | 2       | 3       | 4       | 5       | 6       | 7       | 8       | 9       | 10      | 11      | Prv | Toč  |
| ---- | ------------------------- | ----------------- | ------------------- | ------- | ------- | ------- | ------- | ------- | ------- | ------- | ------- | ------- | ------- | ------- | --- | ---- |
| 1952 | Equipe Gordini            | Gordini Type 16   | Gordini Straight-6  | ŠVI 3   | 500     | BEL Ret | FRA 7   | VB      | NEM 5   | NIZ Ret | ITA Ret |         |         |         | 11. | 6    |
| 1953 | Equipe Gordini            | Gordini Type 16   | Gordini Straight-6  | ARG 6   | 500     | NIZ     | BEL Ret | FRA 10  | VB Ret  | NEM Ret | ŠVI Ret | ITA     |         |         | -   | 0    |
| 1954 | Equipe Gordini            | Gordini Type 16   | Gordini Straight-6  | ARG DSQ | 500     | BEL Ret | FRA 6   | VB Ret  | NEM 10  | ŠVI Ret | ITA Ret | ŠPA Ret |         |         | 26. | 0.14 |
| 1955 | Officine Alfieri Maserati | Maserati 250F     | Maserati Straight-6 | ARG 6   | MON 3   | 500     | BEL 5   | NIZ 6   | VB Ret  | ITA 4   |         |         |         |         | 9.  | 6    |
| 1956 | Officine Alfieri Maserati | Maserati 250F     | Maserati Straight-6 | ARG 2   | MON 3   | 500     | BEL 7   | FRA 3   | VB 3    | NEM 3   | ITA Ret |         |         |         | 4.  | 22   |
| 1957 | Officine Alfieri Maserati | Maserati 250F     | Maserati Straight-6 | ARG 2   | MON     | 500     | FRA 6   | VB Ret  | NEM 6   | PES Ret |         |         |         |         | 11. | 6    |
| 1957 | Officine Alfieri Maserati | Maserati 250F     | Maserati V12        |         |         |         |         |         |         |         | ITA Ret |         |         |         | 11. | 6    |
| 1958 | Ken Kavanagh              | Maserati 250F     | Maserati Straight-6 | ARG 5   |         |         |         |         |         |         |         |         |         |         | 11. | 9    |
| 1958 | Owen Racing Organisation  | BRM P25           | BRM Straight-4      |         | MON Ret | NIZ 3   | 500     | BEL Ret | FRA Ret | VB Ret  | NEM Ret | POR 4   | ITA Ret | MAR Ret | 11. | 9    |
| 1959 | Scuderia Ferrari          | Ferrari Dino 246  | Ferrari V6          | MON Ret | 500     | NIZ 5   | FRA Ret | VB      |         |         |         |         |         |         | 17. | 2    |
| 1959 | Jean Behra                | Behra-Porsche RSK | Porsche Flat-4      |         |         |         |         |         | NEM DNS | POR     | ITA     | ZDA     |         |         | 17. | 2    |